# Rai Sport
«Rai Sport» (Ра́й Спорт) — итальянский спортивный телеканал государственной телерадиовещательной корпорации «Rai». Начал вещание 1 февраля 1999 года. Задуман и курируется редакцией «Rai Sport» (спортивной редакцией «Rai»).

## Программная политика
Канал чисто спортивный. Транслирует спортивные новости и прямые трансляции соревнований по различным видах спорта 24 часа в сутки. Некоторые из видов спорта, которые можно на нём увидеть, основные итальянские каналы не показывают. Также в программе аналитические передачи..
Канал транслирует как итальянские национальные, так им международные соревнования, особенно по так называемым в Италии «миноритарным» (малопопулярным и не обладающим большими финансовыми ресурсами) видам спорта, которые обычно не показываются ни на основных каналах Италии, ни даже на платных.

## История
«Rai Sport Satellite» начал вещание в 1999 году. Идея запустить специальный спортивный канал возникла у спортивной редакции «Rai».
Во время Джиро д’Италия 2008 канал был переименован в «Rai Sport Più» («Раи Спорт Плюс») и начал часть соревнований, как, например, Чемпионат Европы по футболу 2008 или Летние Олимпийские игры 2008 года транслировать в широкоэкранном формате 16:9.
18 мая 2010 был запущен второй телеканал, «Rai Sport 2».